# Margaret A. Dix
Margaret Ann Dix (sinh ngày 19 tháng 5 năm 1939) là một nhà thực vật học người Guatemala gốc Jersey. Năm 1972, bà thành lập Trung tâm nghiên cứu môi trường và đa dạng sinh học (Centro de Estudios Amientales y de Bioversidad nghiên cứu sinh học Centro de Estudios Amientales y de Bioversidad) tại Universidad del Valle de Guatemala.

## Tiểu sử
Sinh ra ở Jersey thuộc Quần đảo Channel, cô theo học Đại học London, nơi cô tốt nghiệp ngành sinh vật học năm 1962. Cô nhận bằng thạc sĩ về động vật học từ Đại học Mount Holyoke, Massachchusetts, vào năm 1964. Từ 1964 đến 1968, cô học ngành côn trùng học, sinh thái học và hành vi động vật tại Đại học Harvard thuộc EO Wilson. Khi học tại Harvard, cô được yêu cầu phải ở nước ngoài hai năm. Vào cuối năm 1972, cùng với người chồng người Mỹ, Michael W. Dix, cô quyết định đến Guatemala, nơi có cơ hội tìm thấy một khoa sinh học tại Đại học Thung lũng. Năm 1977, cô được bổ nhiệm làm giám đốc của khoa, một bài đăng cô duy trì cho đến năm 2002. Cô vẫn liên quan đến nghiên cứu sinh học và môi trường tại trường đại học và tiếp tục hoạt động trong lĩnh vực này.
Dix là một nhà phân loại học được công nhận, đặc biệt là trong khu vực của hoa lan Guatemala. Hoa lan của Guatemala: Một danh sách kiểm tra chú thích sửa đổi (2000) dựa trên các bộ sưu tập hiện trường bao gồm 734 đơn vị taxi, bao gồm 207 hồ sơ mới.

## Ấn phẩm được chọn

### Tạp chí bài báo
- Michael W. Dix, Margaret A. Dix
- Margaret A. Dix, Michael W. Dix. 2006. Sự đa dạng, phân phối, sinh thái và tầm quan trọng kinh tế của hoa lan Guatemala, pp.   187 Con198 tại E. Cano (chủ biên.) Biodiversidad de Guatemala. Volum 1. Đại học del Valle
- Michael W. Dix, Margaret A. Dix. 2003. Rhynchostele bictoniensis: cambios en abundancia y éxito de polinización entre 1992 y 2002. Lankesteriana 3 (7): 98
- R. Wer, Margaret A. Dix, L. Pérez, M.R. Álvarez, R. Arrivillaga. 2003. Impacto de Hydrilla verticillata. Fase 1. Datos biológicos e notifyadores básicos de ictiofauna en el lago de Izabal. Thông báo cuối cùng Proyecto AGROCYT
- Margaret A. Dix, Michael W. Dix. 2003. Polinización de orquídeas en Guatemala: los polinizadores, el estado tự nhiên de sus poblaciones y las implicaciones para las Especies polinizadas. Lankesteriana 3 (7): 97
- Michael W. Dix, Margaret A. Dix, M. Maldonado. 2001. Bảo tồn hoa lan ở Guatemala. Memoria 2º Seminario Mesoamericano de Orquidología y Conservación. tr.   17
- M.L. Maldonado, M.A. Dix, M.W. Dix, M. Palmieri, L. Castellanos. 2001. Relaciones genéticas e hibridación tự nhiên entre Especies de Lycaste, Sección Deciduosae, sub-sección Xanthantae (Orch.) En Guatemala. Memoria Segundo Seminario Mesoamericana de Orquídeología. tr.   26.
- Margaret A. Dix, K. Herrera, J.F. Pérez, A.C. Bailey, R. Girón, I. de la Roca, K. Pierola. 1999. El Impacto del Huracán Mitch sobre la integridad ecológica del lago de Izabal y sus afluentes. Trung Mỹ 4 (3): 114

### Sách
- Dix, Michael W.; Dix, Margaret A. (2000). Orchids of Guatemala: a revised annotated checklist. Monographs in systematic botany. Quyển 78. Missouri Botanical Garden Press. ISBN 0915279665.  Dix, Michael W.; Dix, Margaret A. (2000). Orchids of Guatemala: a revised annotated checklist. Monographs in systematic botany. Quyển 78. Missouri Botanical Garden Press. ISBN 0915279665.  Dix, Michael W.; Dix, Margaret A. (2000). Orchids of Guatemala: a revised annotated checklist. Monographs in systematic botany. Quyển 78. Missouri Botanical Garden Press. ISBN 0915279665.
- Dix, Michael W.; Dix, Margaret A. (1989). Biodiversidad de las áreas protegidas propuestas en El Petén (bằng tiếng Tây Ban Nha). Universidad del Valle de Guatemala.